# Lucas Kryzs
Lucas Kryzs, né le 10 février 2001, est un tireur sportif français.

## Carrière
Il est médaillé d'argent en tir à la carabine 50 mètres 3 positions par équipes aux Championnats du monde de tir 2022 au Caire.